# Ichneumon falsator
Ichneumon falsator là một loài tò vò trong họ Ichneumonidae.